# Ragtime
Il ragtime (talvolta scritto rag-time o rag time) è un genere musicale, nato come musica da ballo nei quartieri a luci rosse di alcune città statunitensi (Saint Louis e New Orleans). Raggiunse la massima notorietà tra la fine del XIX secolo e i primi due decenni del XX.
Suonato prevalentemente al pianoforte honky-tonk, talvolta accompagnato da orchestra, era caratterizzato da un ritmo binario sincopato, che ha contribuito alla formazione del jazz, di cui è considerato l'antenato. La parola ragtime, in inglese, significa "tempo stracciato", "a brandelli".

## Caratteristiche musicali principali
- Forma musicale a carattere prevalentemente pianistico[3]
- Ritmo binario, solitamente 2/4, talvolta anche 2/2, 4/4 o 4/8
- Basso regolare, per tenere il tempo, al ritmo di semiminima o croma
- Melodia sincopata
- Schema tematico classico: multitematico AA BB A CC DD (come in The Entertainer di Scott Joplin)

Eccezioni:
- in molti casi vi sono 3 temi, e quindi manca il tema D, oppure viene riproposto il tema A alla fine, imitando lo stile del Rondò musicale classico;
- esistono alcuni ragtime-waltz ("valzer ragtime") che quindi sono nel ritmo ternario di 3/4 pur essendo sincopati (ad esempio, Bethena di Joplin).

Sono da considerarsi ragtime molte composizioni, approssimativamente del periodo 1890-1920, che non lo recano direttamente nel titolo come:
- March ("marcia"), spesso nel tempo di 6/8 o 2/2
- Cakewalk o Cake walk
- Two Step
- Piano Novelty
- Slow Drag
- Fox Trot

Spesso al ragtime si affiancava un ballo concitato, denominato Cake walk, che ha ispirato anche compositori come Debussy e Satie.

## Storia

### Il contesto storico
Il critico statunitense Rupert Hughes, nel 1899 scrive che
e ancora
(Rupert Hughes, An Eulogy of Rag Time)
Il ragtime proviene dalla musica afroamericana di fine Ottocento, come discendente diretto delle marce e dai balli suonati dalle bande musicali nere. All'inizio del ventesimo secolo era ormai diventato ampiamente popolare in America del Nord ed era ascoltato e ballato, suonato e scritto da gente di molte culture differenti. Stile musicale prettamente americano, il ragtime può essere considerato una sintesi di sincope africana e di musica classica europea, con particolare riferimento alle marce rese popolari da John Philip Sousa.
Alcuni dei primi ragtime per piano sono intitolati "marcia" e i termini jig e rag attorno al 1895 erano utilizzati in maniera intercambiabile. Il ragtime fu anche preceduto dal cakewalk, suo stretto parente. Nel 1895, l'artista nero Ernest Hogan pubblicò due dei più antichi rag stampati uno dei quali (All Coons Look Alike to Me) alla fine vendette un milione di copie. Come disse il collega musicista nero Tom Fletcher, Hogan fu "il primo a mettere su carta il genere di ritmo suonato da musicisti incapaci di leggere le note". Mentre il successo della canzone contribuì a introdurre gli Stati Uniti ai ritmi del ragtime, il suo uso di insulti razzisti contribuì a creare un certo numero di arie d'imitazione dispregiative, conosciuto come coon song a causa del loro uso di immagini estremamente razziste e stereotipate dei neri. Durante i suoi ultimi anni Hogan ammise di provare vergogna e un senso "di tradimento della razza" per la canzone esprimendo però orgoglio per aver aiutato a portare il ragtime a di vasto pubblico.
La comparsa di un ragtime maturo è datata solitamente al 1897, anno in cui furono pubblicati parecchi importanti rag. Nel 1899 fu pubblicata Maple Leaf Rag di Scott Joplin, che si rivelò un grande successo e dimostrò maggior profondità e sofisticatezza rispetto ai primi ragtime. Il ragtime fu una delle influenze principali sullo sviluppo iniziale del jazz (insieme al blues). Alcuni artisti, come Jelly Roll Morton, erano presenti ed hanno suonato sia il ragtime che jazz durante il periodo in cui i due generi hanno convissuto. Il jazz sorpassò di gran lunga il ragtime in popolarità all'inizio degli anni venti, anche se le composizioni ragtime continuano ad essere scritte anche oggi e rinascite di interesse popolare per il ragtime si sono presentate negli anni cinquanta e negli anni settanta.
Il momento magico del ragtime si verificò prima della disponibilità diffusa di strumenti per la registrazione del suono, quindi come musica classica e diversamente dal jazz, il ragtime classico era ed è soprattutto una tradizione scritta, distribuita attraverso gli spartiti piuttosto che attraverso le registrazioni. La musica del ragtime inoltre è stata distribuita attraverso i rulli per piano automatico. Una tradizione popolare di ragtime inoltre esisteva prima e durante il periodo del "ragtime classico" (definizione coniata dall'editore di Scott Joplin, John Stillwell Stark), manifestandosi principalmente attraverso gruppi di chitarristi e i club dove si suonavano il banjo ed il mandolino (che ebbero improvvisa popolarità all'inizio del XX secolo)

### Gli inizi
Il termine rag-time venne usato per la prima volta associato ad una composizione musicale nel 1897 nei due brani The Mississippi Rag di William Krell e Harlem Rag di Tom Turpin, che sono quindi convenzionalmente considerati i primi brani rag.
Fu inizialmente disprezzato e considerato come "musica da bordello", ma si è poi affermato ed ha raggiunto l'apice come forma propria musicale nel primo decennio del Novecento per poi declinare e cadere per molti decenni nella più completa oscurità entro il 1920.
I tratti fondamentali di questo genere musicale si possono schematizzare in due punti:
- il ragtime è praticato soprattutto da musicisti mulatti, una élite rispetto ai neri. Il ragtime, perciò, nasce come musica d'autore, scritta generalmente per pianoforte;
- il ragtime è una musica da ballo che si ispira alle polke, alle mazurche, alle marce popolari di origine europea. Si basa però su un elemento tipicamente africano, cioè sulla contrapposizione tra due ritmi diversi, uno regolare e ossessivo (generalmente tipico della mano sinistra nelle composizioni ragtime per piano), l'altro vario e sincopato (eseguito invece con la mano destra).
Diffusosi dalla seconda metà dell'Ottocento presso i neri della zona sud-occidentale degli Stati Uniti, era suonato inizialmente dalle cosiddette jug band, con strumenti casalinghi come l'asse da lavare e altri strumenti di cucina; nel banjo trovò il suo protagonista, e più tardi cominciarono ad emergere per esso anche pianoforte e chitarra.
A New Orleans erano nate piccole orchestrine, in genere composte generalmente da fiati e da una elementare sezione ritmica, che si esibivano per le strade e nei locali malfamati del quartiere a luci rosse della città, Storyville. La tradizione e il repertorio di queste orchestre derivavano dalla cosiddetta second line, una banda (spesso improvvisata) che suonava pezzi allegri al ritorno del corteo dai funerali (mentre all'andata la banda tradizionale suonava marce funebri). Quando anche i bianchi cominciarono ad interessarsi di questa musica, per distinguerla dalla musica suonata nello stesso periodo dai musicisti di colore fu coniato il termine Dixieland.
Il suo massimo esponente fu Scott Joplin, pianista. Il brano che gli permise di guadagnarsi enorme notorietà, Maple Leaf Rag (1899), raggiunse un successo straordinario, tanto che dello spartito vennero vendute un milione di copie.
Negli stessi anni in cui Joplin formulava una nuova forma di arte americana, il ragtime conosciuto come rag classico, altri musicisti adattavano i nuovi ritmi alle chitarre, creando il ragtime-blues, una combinazione delle due forme musicali. Di questo filone si ricordano Blind Blake e il reverendo Gary Davis. Negli anni sessanta i pezzi scritti per pianoforte furono tradotti in rag per chitarra. Non vi sono prove registrate che ciò fosse avvenuto prima di quest'epoca.

### La "riscoperta" delragtime

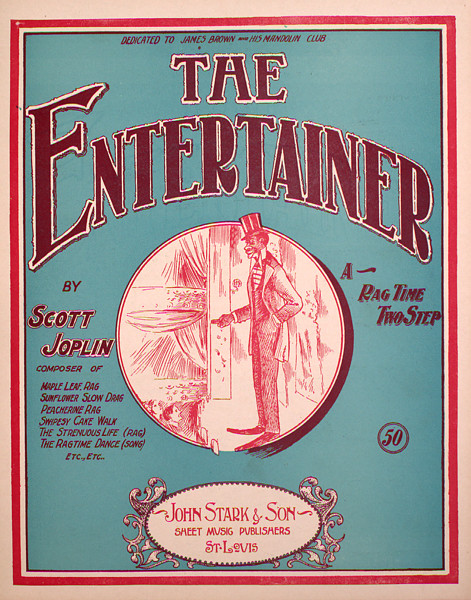
Il rag più famoso al mondo

Nei primi anni settanta, un brano di Scott Joplin, The Entertainer, conobbe improvvisamente un grande successo. La composizione, adattata da Marvin Hamlisch, era stata utilizzata, insieme ad altri ragtime di Scott Joplin come Pineapple Rag, Solace, Gladiolus Rag, come colonna sonora del film premio Oscar La stangata (1973), anche se la vicenda era ambientata a metà degli anni trenta, epoca in cui dominava lo swing e il ragtime era stato abbandonato ormai da oltre un decennio. La pellicola rese pertanto The Entertainer, fino ad allora un brano non particolarmente noto del suo genere, un elemento musicale comunemente riconosciuto e riconoscibile.
L'improvviso successo ottenuto da The Entertainer portò ad una breve stagione di rinascita discografica del ragtime, a distanza di oltre mezzo secolo dalla fine delle sue migliori fortune. Sulla scia di tale riscoperta, negli anni settanta il ragtime è stato utilizzato più volte in altri film e trasmissioni televisive. Nel 1978, ad esempio, il brano di Scott Joplin Meaple Leaf Rag, in una rielaborazione dal titolo Odeon Rag interpretata dal pianista rock Keith Emerson, fu utilizzato come sigla della seconda serie della trasmissione televisiva italiana Odeon. Tutto quanto fa spettacolo.

### Influenze sul Vecchio Continente
Il primo grande compositore che si sia interessato seriamente al ragtime è stato il boemo Antonín Dvořák. Sulla stessa lunghezza d'onda si era mosso il francese Claude Debussy, talvolta criticato per avere un po' trascurato il ritmo nella sua musica. Il primo contatto col ragtime probabilmente fu all'Esposizione di Parigi del 1900, una delle tappe del tour europeo di John Philip Sousa. La chiarezza ondulata dell'idioma sincopato aveva colpito fatalmente la sensibilità di Debussy, tanto da fargli emulare il ragtime con tre brani per pianoforte. Il più conosciuto rimane il Golliwog's Cake Walk ultimo brano della suite Children's Corner del 1908, colmo d'ironia e funambolismo da cartone animato; seguì un piccolo pezzo ancora per pianoforte Le petit nègre. Più tardi ritornò a quello stile con due Preludi per pianoforte: Minstrels (1910) e Général Lavine-eccentric (1913), ispirato dal clown americano Edward Lavine dove ritorna lo stile del Cake-Walk. Su Maurice Ravel si racconta, invece, che durante un soggiorno a Chicago, frequentasse assiduamente un locale dove si esibiva il gruppo di Jimmy Noone, per la cui musica avrebbe dimostrato un notevole interesse. A prescindere da un'imprecisa aneddotica rimane indubbio l'interessamento di Maurice Ravel per il jazz, di cui si sente l'influenza in molte sue opere di un certo rilievo: ad esempio nel fox-trot de L'Enfant et les sortilèges, nel blues della Sonata n. 2 per violino e pianoforte, nel Concerto in Sol e nel Concerto per la mano sinistra, entrambi per pianoforte composti tra il 1929 e il 1930. Analogo discorso è per alcune opere di Darius Milhaud: ad esempio, i balletti Le bœuf sur le toit (Milhaud) del 1919 e La creazione del mondo del 1923 che il musicista scrisse dopo un'escursione a Harlem nel corso del suo viaggio nel 1922.  Igor Stravinskij, affascinato dalle musiche che Ernest Ansermet aveva portato dagli Stati Uniti, scrisse nel 1918 il Ragtime per 11 strumenti e, nello stesso anno, introdusse anche nell'Histoire du soldat un brano di Ragtime; l'anno seguente scrisse Piano rag music per pianoforte solo. Anche il compositore svizzero Arthur Honegger scrisse opere in cui è abbastanza evidente l'influenza della musica afro-americana. Testimonianze celebri sono Pacific 231, Prélude et Blues e soprattutto il Concertino per pianoforte e orchestra.
E ancora Erik Satie e Georges Auric, che come Milhaud e Honegger, fanno parte del gruppo dei sei di Parigi, non hanno mai fatto mistero della loro simpatia per il ragtime, che è talvolta evidente nelle loro opere. Si ricordi in particolare il balletto di Satie del 1917, Parade; il Ragtime du Paquebot danzato dalla bambina americana è il primo brano di musica jazz suonato in uno spettacolo teatrale. Il primo segnale dell'interesse musicale di Satie su suolo statunitense si manifesta con un vero ragtime nel Petit prélude del 1900 per il dramma in tre atti composto in memoria dell amico J. P. Contamine de Latour, dal titolo La Mort de Monsieur Mouche. Nel 1902 il cakewalk americano imperversava in modo maniacale sulla ribalta di Parigi e Satie contribuì due anni dopo con due composizioni rag, La Diva de l'Empire e Le Piccadilly. Malgrado le ambientazioni anglosassoni, i due brani apparivano palesemente di ispirazione americana. La Diva de l'Empire - una marcia cantata - fu scritta per Paulette Darty e all'inizio portava il titolo stravagante di Stand-Walk Marche, solo per piano solista, più tardi sottotitolata Intermezzo Americain quando Rouart-Lerolle lo ristampò nel 1919. Le Piccadilly, un'altra marcia inizialmente battezzata La Transatlantique, ritraeva lo stereotipo del ricco ereditiero statunitense che navigava sui primi transatlantici sulla rotta New York-Europa per barattare la sua fortuna per un titolo aristocratico nel Vecchio Continente.

## Citazioni
(James Weldon Johnson, Autobiography of an Ex-Colored Man, 1912)

## Festival Italiano di Ragtime
Il Festival è nato nel 1988, per iniziativa del giornalista Gildo De Stefano (anche suo direttore artistico) e dall'editorialista e giornalista del quotidiano la Repubblica, Antonio Filippetti. La prima edizione si è svolta a Napoli, nell'auditorium del Complesso Monumentale di Castel Sant'Elmo. Le edizioni successive si sono invece svolte in sedi diverse.. 

## Festival Argentino di Ragtime
Nel 2014 si è svolta la prima edizione del Festival Argentino di Ragtime, fondato dal regista e musicista argentino Nicolás Isasi, nel Centro Cultural Recoleta di Buenos Aires, con la partecipazione di rinomati musicisti ragtime come Brian Holland, Brian Wright o Danny Coots.

## Il ragtime nel cinema
La cinematografia ambientata nel periodo del ragtime e accompagnata da questa musica risulta alquanto esigua, annoverando non più di una decina di film; va peraltro sottolineato che, tra di essi, la pellicola che più di tutti fece riscoprire la figura di Scott Joplin, La stangata, si connota per un certo anacronismo, essendo ambientata in anni molto distanti da quelli del ragtime. Risulta, inoltre, raro reperire dei film filologicamente corretti, da una parte, e trovare delle musiche originali del tutto prive di contaminazioni, da un'altra. Gli stessi Morton e Waller suonavano tranquillamente blues e ragtime in modo indiscriminato e certe esecuzioni di blues come di ragtime risultano ardue da classificare. Si pensi per esempio alle tante versioni di St. Louis Blues e alle tantissime versioni di Honeysuckle Rose e di Ain't Misbehavin' di Fats Waller, riportando tutte le volte che viene eseguita una composizione di Scott Joplin, Jelly Roll Morton e Eubie Blake.. Fra i film in cui il ragtime è la principale colonna sonora o comunque è presente in modo significativo vi sono La stangata (1973), Si può fare... amigo (1972), Scott Joplin (1977), Ragtime (1981) e La leggenda del pianista sull'oceano (1999).